# Чуваковка
Чуваковка — река в России, протекает по Пермскому району Пермского края. Устье реки находится в 6,1 км от устья реки Юг по левому берегу. Длина реки составляет 11 км.
Исток реки в лесах в 8 км к юго-западу от посёлка Юго-Камский. Река течёт на север, притоки Шелковка, Малая Чуваковка (правые). Верхнее течение в ненаселённом лесу, нижнее проходит по западным окраинам посёлка Юго-Камский, где река впадает в Юг.

## Данные водного реестра
По данным государственного водного реестра России относится к Камскому бассейновому округу, водохозяйственный участок реки — Кама от Камского гидроузла до Воткинского гидроузла, речной подбассейн реки — бассейны притоков Камы до впадения Белой. Речной бассейн реки — Кама.
Код объекта в государственном водном реестре — 10010101012111100014387.